# 5X5
5X5（Five-by-Fives）是篮球的术语，指一場比賽中球員的個人表現在以下五項中達到至少5個的數目：得分、籃板、助攻、抢断及盖帽 。
搶斷與蓋帽在NBA1973-74賽季之前並不被記錄，所以5X5祇有可能出現在之後的賽季中。得分、籃板、助攻三者皆是非常容易達到的。而抢断及盖帽要達至5個已是一個防守高超的球員才可達到，而身材过高者灵活性受限不利于抢断，身材过矮者控制范围受限不利于盖帽，使抢断及盖帽同時有5個难上加难。而且，能進攻又可防守的球員更加萬中無一，必須集身高、跳躍力、反應靈敏，身手敏捷能能力於一身才可達到，因此達至5X5的球員皆為全能球員。曾多次達到5X5的球員只有阿基姆·奥拉朱旺、安德烈·根納季耶維奇·基里連科、維克托·文班亞馬（基於1985-86賽季以來的記錄）。而現役可做到5X5的NBA球員只有維克托·文班亞馬。基里连科是NBA歷史中唯一一名曾經於7日中2次達至5X5的球員。
2005年12月3日及12月10日基里连科曾做出NBA史上唯一一次於一星期內兩次做到5X5；而2006年1月3日基里连科更曾做出NBA史上唯一一次於48分鐘內做到的5X6（Five-by-Sixes）。

## 曾做到5X5的球員
- 阿基姆·奥拉朱旺 6次
- 大衛·羅賓遜 1次
- 德里克·科尔曼 1次
- 弗拉德·迪瓦茨 1次
- 賈馬爾·廷斯利（英语：Jamaal Tinsley） 1次
- 马库斯·坎比 1次
- 安德烈·根納季耶維奇·基里連科 3次
- 尼古拉·巴通姆 1次
- 德雷蒙德·格林 1次
- 安東尼·戴維斯 1次
- 優素福·諾基奇 1次
- 維克托·文班亞馬 2次

## 曾做到5X6的球員
- 阿基姆·奥拉朱旺（38分、17籃板、6助攻、7抢断、12盖帽）（於1987年的2次加時）
- 安德烈·根納季耶維奇·基里連科（14分、8籃板、9助攻、6抢断、7盖帽）（於2006年1月3日NBA史上唯一一次於48分鐘內5X6）